# Vyšší odborná škola
Vyšší odborná škola (VOŠ) poskytuje absolventům středních škol zakončených maturitní zkouškou možnost dalšího zvyšování kvalifikace. Ve srovnání se studiem na vysokých školách (VŠ) jsou obory vzdělání na vyšších odborných školách zaměřeny především na praktickou profesní orientaci a trvají zpravidla 3 roky. Vyšší odborná škola tedy není vysoká škola ani typem vysoké školy (respektive univerzity), nicméně podobně jako vysoké školy, či konzervatoře, tak i vyšší odborné školy se řadí mezi instituce, které poskytují terciární vzdělání. Podle Rejstříku škol a školských zařízení je v České republice 167 VOŠ (2025).
Vzdělávání na VOŠ je úspěšně zakončeno absolutoriem, které se skládá ze zkoušky z odborných předmětů, zkoušky z cizího jazyka a obhajoby absolventské práce. Úspěšný absolvent VOŠ má též právo používat  neakademický titul diplomovaný specialista (ve zkratce DiS. uváděné za jménem a oddělené od něj čárkou), stejně tak jako absolvent konzervatoře. Dosažený stupeň vzdělání na VOŠ je podle mezinárodních klasifikačních stupňů pro vzdělání – ISCED – 6, tedy na stejné úrovni jako bakalářské studium (VŠ). Vyšší odborné školy jsou zařazeny do českého vzdělávacího systému od roku 1995 a vzdělává se na nich přibližně 10 % absolventů středních škol zakončených maturitní zkouškou. 
Vzdělávání na VOŠ (i na konzervatoři) se v Česku řídí primárně dle školského zákona (tedy dle zákona o předškolním, základním, středním, vyšším odborném a jiném vzdělávání, ve znění pozdějších předpisů), nikoli dle vysokoškolského zákona (zákon o vysokých školách, ve znění pozdějších předpisů); též úspěšní absolventi konzervatoře mohou od roku 2005 užívat stejný titul.

## Školné
V ČR na VOŠ platí její studenti obvykle školné, a to nejen na soukromé VOŠ, ale i na škole veřejné (někdy nesprávně označované jako státní). Jedná se o jeden z podstatných rozdílů mezi vzdělávání na VOŠ a studiem na VŠ, kde se školné obvykle na veřejných vysokých školách neplatí (státní vysoké školy jsou pak pouze policejní a vojenské) – oblast vysokých škol primárně upravuje vysokoškolský zákon. Školné se na VOŠ platí zpravidla dvakrát za rok, a to jednou na začátku zimního (nejpozději do 15. října) a jednou na začátku letního semestru (nejpozději do 15. února). Výši školného na veřejné VOŠ upravuje školský zákon (zákon č. 561/2004 Sb., zákon o předškolním, základním, středním, vyšším odborném a jiném vzdělávání, ve znění pozdějších předpisů), konkrétně pak části vyhlášky ministerstva školství č. 10/2005 Sb., o vyšším odborném vzdělávání, ve znění vyhlášky č. 470/2006 Sb., je stanoveno následující školné dle vzdělávacích programů.
| Vzdělávací programy ve skupinách oborů vzdělání     | Výše školného za akademický rok |
| --------------------------------------------------- | ------------------------------- |
| Umění a užité umění                                 | 5 000 Kč                        |
| Zemědělství a lesnictví                             | 4 000 Kč                        |
| Veterinářství a veterinární prevence                | 4 000 Kč                        |
| Gastronomie, hotelnictví a turismus                 | 4 000 Kč                        |
| Publicistika, knihovnictví a informatika            | 2 500 Kč                        |
| Právo, právní a veřejnosprávní činnost              | 2 500 Kč                        |
| ostatní (např. ekonomické, zdravotnické obory atd.) | 3 000 Kč                        |

## Vzdělávání na vyšší odborné škole

### Vzdělávací program (obor)
VOŠ obvykle poskytuje vzdělávací program, který musí být akreditovaný Ministerstvem školství, mládeže a tělovýchovy ČR. Ve srovnání s většinou vysokých škol (resp. s univerzitami) není VOŠ členěna na fakulty. Vzdělávací program však může být rozdělen na více zaměření. Studenti jsou členěni obvykle do skupin v počtu minimálně 10 studentů, maximálně však 60 studentů.

### Výuka
Výuka probíhá obdobně jako na VŠ. Je členěna na letní a zimní semestr. Zimní semestr začíná v průběhu září a letní semestr v průběhu února. Zkouškové probíhá v lednu a v červnu. Před termíny probíhají o měsíc dříve. Výuka je členěna na semináře, cvičení a přednášky. Semináře a cvičení bývají většinou povinné a přednášky nepovinné. Jedna vyučovací hodina trvá většinou 90 minut. Výuka u kombinované formy se koná jeden až dva víkendy do měsíce, nejčastěji v pátek a sobotu nebo v sobotu a neděli. Výuka u prezenční formy studia probíhá 2 až 5 dní v týdnu.

### Hodnocení a způsob zkoušení
Hodnocení a způsob zkoušení jsou podobné jako na vysoké škole (tam se užívá zpravidla standardní klasifikační systém ECTS). Dále formou zápočtu, klasifikovaného zápočtu nebo zkoušky. Zápočet má obvykle písemnou formu, zkouška formu ústní. Hodnotí se podobně jako na vysoké škole (1 – výborně, 2 – velmi dobře, 3 – dobře, 4 – nevyhověl/a). Stejnými známkami se hodnotí i absolutorium.

### Absolutorium
Ukončení VOŠ je formou absolutoria, které řádně probíhá jeden den, většinou v měsíci červnu (záleží na škole), opravné absolutorium v měsíci odlišném. Student skládá zkoušku z maximálně tří odborných předmětů, z cizího jazyka a obhajobou absolventské práce. Do celkového hodnocení absolutoria se započítává klasifikace zkoušky z odborných předmětů, zkoušky z cizího jazyka a obhajoby absolventské práce. Celkové hodnocení absolutoria oznámí studentovi předseda zkušební komise v den složení této zkoušky a po jejím složení získá osvědčení o absolvování studia, diplom a vysvědčení o absolutoriu. K těmto dokladům je na většině VOŠ automaticky vydáván tzv. Europass obsahující výpis předmětu, zkoušek a zápočtů jak v české tak i v anglické verzi.
Vyšší odborné školy udělují svým absolventům neakademický titul „diplomovaný specialista“ (zkratka DiS., je uváděna za jménem a oddělena čárkou). Tento titul má právní základ ve školském zákoně. Tento titul udělují svým absolventům také konzervatoře.

## Spolupráce s vysokými školami
Pro úspěšné absolventy VOŠ též v rámci stávající české legislativy je umožněno zkrátit si případné další studium na vysokých školách (v bakalářském studijním programu, který jinak obvykle trvá 3-4 roky). Po úspěšném ukončení studia na vyšší odborné škole je tedy možné v případě zájmu nastoupit na bakalářské studium přímo do 3. ročníku vysokých škol. Tuto možnost dává současné znění zákona o vysokých školách. (Po absolvování bakalářského studia je tedy možné i případné další studium na VŠ v navazujícím magisterském studijním programu či event. následně i v doktorském programu.)
Paragraf 49 odst. 3 vysokoškolského zákona (tedy zákona č. 111/1998 Sb., zákon o vysokých školách a o změně a doplnění dalších zákonů, ve znění pozdějších předpisů) totiž říká, že vysoká škola nebo fakulta může stanovit odlišné podmínky pro přijetí uchazečů, kteří absolvovali studijní program nebo jeho část nebo studují jiný studijní program na vysoké škole v České republice nebo v zahraničí anebo absolvovali akreditovaný vzdělávací program nebo jeho část ve vyšší odborné škole nebo studují akreditovaný vzdělávací program ve vyšší odborné škole v České republice nebo v zahraničí.

### Existující spolupráce mezi veřejnými VOŠ a VŠ nebo univerzitami
V praxi to znamená, že v České republice existují vysoké školy, které přijímají absolventy vyšších odborných škol přímo do 3. ročníku bakalářského studia. Těchto škol zatím není mnoho, nicméně lze předpokládat, že jejich počet se bude postupně zvyšovat.
Tuto možnost umožňují zpravidla soukromé vysoké školy, kde průměrně zkrácené bakalářské studium vychází na 50-60 tisíc Kč; některé tyto soukromé školy – soukromé firmy – však nemusí být zřízeny podle českého práva, tedy mít povolení příslušného orgánu ČR, ale fungují jako pobočky zahraničních vysokých škol, pro uznání takovéhoto zahraničního vzdělávaní pak existuje proces tzv. nostrifikace.